# Луис Орна
Луис Орна Бискари (шп. Luis Horna Biscari; 14. септембар 1980. Лима, Перу) је бивши перуански професионални тенисер. Најбољи пласман у појединачној конкуренцији остварио је у августу 2004. када је био 33. играч света, док је у конкуренцији парова стигао до 15. места у фебруару 2009. У каријери је освојио осам АТП турнира – два у синглу и шест у дублу.
Са Паблом Куевасом тријумфовао је на Ролан Гаросу у конкуренцији парова 2008. Од резултата у синглу истичу се четвртфинале мастерса у Мадриду 2004. и победа над Роџером Федерером у првом колу Ролан Гароса 2003.
За репрезентацију Перуа у Дејвис купу је дебитовао са свега 14 година, а одиграо је и значајну улогу у пласману Перуа у светску групу Дејвис купа 2008. што је први пут у 74-годишњој историји ове земље.
Професионалну каријеру је завршио 2009. наступом на челенџеру у Лими.

## Финала јуниорских Гренд слем турнира

### Појединачно: 1 (0–1)
| Исход     | Бр. | Датум        | Турнир      | Подлога | Противник      | Резултат |
| --------- | --- | ------------ | ----------- | ------- | -------------- | -------- |
| Финалиста | 1.  | 8. јун 1997. | Ролан Гарос | Шљака   | Данијел Елснер | 4–6, 4–6 |

### Парови: 2 (2–0)
| Исход    | Бр. | Година       | Турнир      | Подлога | Партнер       | Противници                             | Резултат      |
| -------- | --- | ------------ | ----------- | ------- | ------------- | -------------------------------------- | ------------- |
| Победник | 1.  | 8. јун 1997. | Ролан Гарос | Шљака   | Хосе де Армас | Арно ди Пасквале Жилијен Жанпјер       | 6–4, 2–6, 7–5 |
| Победник | 2.  | 6. јул 1997. | Вимблдон    | Трава   | Николас Масу  | Јако ван дер Вестхујзен Весли Вајтхаус | 6–4, 6–2      |

## Гренд слем финала

### Парови: 1 (1–0)
| Исход    | Бр. | Година | Турнир      | Подлога | Партнер      | Противници                   | Резултат |
| -------- | --- | ------ | ----------- | ------- | ------------ | ---------------------------- | -------- |
| Победник | 1.  | 2008.  | Ролан Гарос | Шљака   | Пабло Куевас | Данијел Нестор Ненад Зимоњић | 6–2, 6–3 |

## АТП финала

### Појединачно: 3 (2–1)
| Легенда                        |
| ------------------------------ |
| Гренд слем турнири (0–0)       |
| Завршно првенство сезоне (0–0) |
| АТП мастерс 1000 (0–0)         |
| АТП 500 (1–0)                  |
| АТП 250 (1–1)                  |

| Финала по подлози |
| ----------------- |
| Тврда (0–1)       |
| Шљака (2–0)       |
| Трава (0–0)       |

| Финала по локацији |
| ------------------ |
| Отворено (2–1)     |
| Дворана (0–0)      |

| Исход     | Бр. | Датум            | Турнир             | Подлога | Противник         | Резултат      |
| --------- | --- | ---------------- | ------------------ | ------- | ----------------- | ------------- |
| Финалиста | 1.  | 29. август 2004. | Лонг Ајленд, САД   | Тврда   | Лејтон Хјуит      | 3–6, 1–6      |
| Победник  | 1.  | 5. март 2006.    | Акапулко, Мексико  | Шљака   | Хуан Игнасио Чела | 7–6(7–5), 6–4 |
| Победник  | 2.  | 5. фебруар 2007. | Виња дел Мар, Чиле | Шљака   | Николас Масу      | 7–5, 6–3      |

### Парови: 11 (6–5)
| Легенда                        |
| ------------------------------ |
| Гренд слем турнири (1–0)       |
| Завршно првенство сезоне (0–0) |
| АТП мастерс 1000 (0–0)         |
| АТП 500 (1–1)                  |
| АТП 250 (4–4)                  |

| Финала по подлози |
| ----------------- |
| Тврда (1–0)       |
| Шљака (5–5)       |
| Трава (0–0)       |

| Финала по локацији |
| ------------------ |
| Отворено (6–5)     |
| Дворана (0–0)      |

| Исход     | Бр. | Датум               | Турнир                  | Подлога | Партнер        | Противници                           | Резултат                   |
| --------- | --- | ------------------- | ----------------------- | ------- | -------------- | ------------------------------------ | -------------------------- |
| Финалиста | 1.  | 18. јул 2004.       | Амерсфорт, Холандија    | Шљака   | Хосе Акасусо   | Јарослав Левински Давид Шкох         | 0–6, 6–2, 5–7              |
| Финалиста | 2.  | 9. април 2005.      | Казабланка, Мароко      | Шљака   | Мартин Гарсија | Франтишек Чермак Леош Фридл          | 4–6, 3–6                   |
| Финалиста | 3.  | 24. април 2005.     | Хјустон, САД            | Шљака   | Мартин Гарсија | Марк Ноулс Данијел Нестор            | 3–6, 4–6                   |
| Победник  | 1.  | 24. јул 2005.       | Амерсфорт, Холандија    | Шљака   | Мартин Гарсија | Фернандо Гонзалез Николас Масу       | 6–4, 6–4                   |
| Финалиста | 4.  | 16. септембар 2006. | Букурешт, Румунија      | Шљака   | Мартин Гарсија | Маријуш Фирстенберг Марћин Матковски | 7–6(7–5), 6–7(5–7), [8–10] |
| Победник  | 2.  | 1. октобар 2006.    | Палермо, Италија        | Шљака   | Мартин Гарсија | Маријуш Фирстенберг Марћин Матковски | 7–6(7–1), 7–6(7–2)         |
| Победник  | 3.  | 29. јул 2007.       | Кицбил, Аустрија        | Шљака   | Потито Стараче | Томас Беренд Кристофер Кас           | 7–6(7–4), 7–6(7–5)         |
| Победник  | 4.  | 12. јануар 2008.    | Окланд, Нови Зеланд     | Тврда   | Хуан Монако    | Гзавје Малис Јирген Мелцер           | 6–4, 3–6, [10–7]           |
| Победник  | 5.  | 24. фебруар 2008.   | Буенос Ајрес, Аргентина | Шљака   | Агустин Каљери | Вернер Ешауер Питер Лучак            | 6–0, 6–7(6–8), [10–2]      |
| Финалиста | 5.  | 2. март 2008.       | Акапулко, Мексико       | Шљака   | Агустин Каљери | Оливер Марах Михал Мертинак          | 2–6, 7–6(7–3), [7–10]      |
| Победник  | 6.  | 7. јун 2008.        | Ролан Гарос, Француска  | Шљака   | Пабло Куевас   | Данијел Нестор Ненад Зимоњић         | 6–2, 6–3                   |